# Hotchkiss TT 6
Le Hotchkiss CC 2, Hotchkiss TT 6 ou chenillette Hotchkiss est une chenillette blindée conçue par la société Hotchkiss en 1950 pour l'armée française et adopté massivement en 1956 sous le nom de Schützenpanzer Kurz par la Bundeswehr. Il constitue un des plus gros succès d'exportation de l'industrie militaire française à cette période et le véhicule blindé français le plus vendu à ce pays.

## Description
La caisse blindée de plan rectangulaire est constituée de plaques d'acier soudées, avec un glacis avant fortement incliné et une inclinaison moins prononcée des côtés et de l'arrière. Le poste de pilotage, situé sur la gauche du glacis, comporte trois épiscopes et une écoutille d'accès. Le moteur est placé à sa droite, sous des grilles de refroidissement.
L'habitacle est situé en arrière et accueille quatre combattants, diverses armes, munitions et un émetteur/récepteur de radio. L'accès s'effectue par l'arrière de la caisse, à l'aide de deux portes indépendantes. La version Schützenpanzer Kurz reçoit sur le toit un tourelleau, où le chef de char s'installe, armé d'un canon automatique de 20 mm Hispano-Suiza HS.820 (en)/L35 et d'un lance-grenades triple sur chaque côté.
Les côtés de la caisse reçoivent de l'outillage, des leviers, pelle, hache, pics et un câble en acier de remorquage.
Le véhicule n'est pas doté de capacités amphibies ou de protection NBC.

## Variantes

### Hotchkiss CC 2 et TT 6
La firme Hotchkiss est sélectionnée en août 1950 par les autorités françaises pour développer un nouveau blindé chenillé. Deux prototypes sont construits.
Le Hotchkiss CC2 de ravitaillement repose sur un train de roulement à quatre galets et la partie arrière de la caisse n'est pas protégée.
Le Hotchkiss TT6 de transport de troupes est doté de cinq galets et d'un châssis allongé. Il contient un demi-groupe de combat.
Les essais ont lieu en juin 1953 et sont suivis de la commande de 50 exemplaires en 1954. L'extension de la guerre d'Algérie grève les budgets et signe l'abandon de la série des chenillettes Hotchkiss, au profit d'autres programmes.

### Engin léger de combat

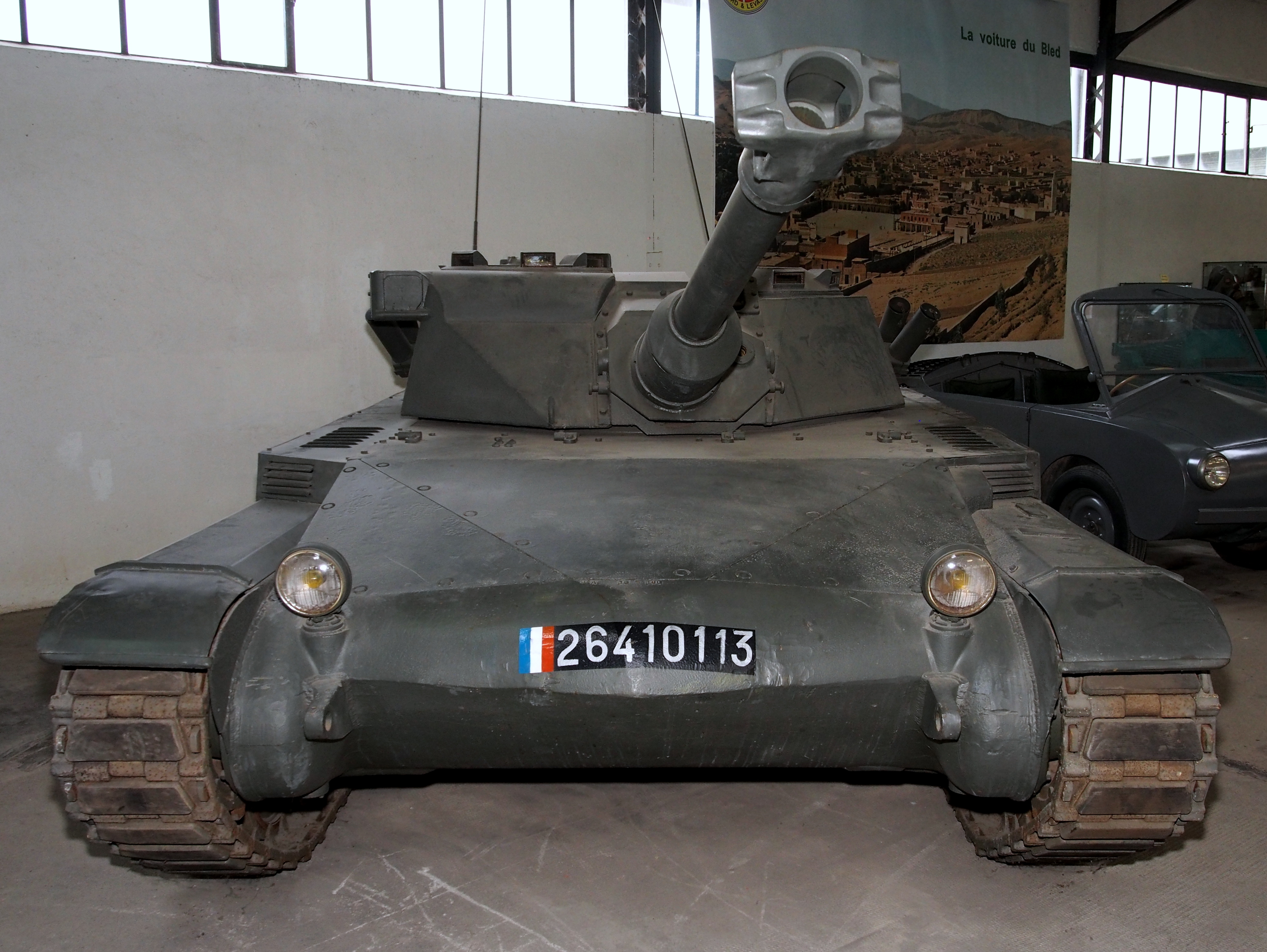
ELC bis avec un canon de 90 mm.

L'ELC AMX - Engin léger de combat - est un chasseur de char essayé dans sa première version en 1955. Il est conçu à partir d'un châssis de chenillette Hotchkiss à quatre galets. Un conducteur et un tireur sont disposés de part et d'autre d'un canon de 90 mm, installé dans une tourelle casemate. La tourelle tourne à 360° à l'arrêt mais reste fixe en roulant.
| Caractéristiques | Données                           |
| ---------------- | --------------------------------- |
| poids            | 6,7 t                             |
| longueur         | 4,49 m                            |
| largeur          | 2,24 m                            |
| hauteur          | 1,43 m                            |
| armement         | canon de 90 mm D 914 (Vo 780 m/s) |
| munitions        | 36 obus                           |

Un second prototype est essayé en 1961 avec un nouveau châssis, poids 8,9 tonnes, l'ELC bis armé de un canon de 90 mm D 915.

### Schützenpanzer Kurz

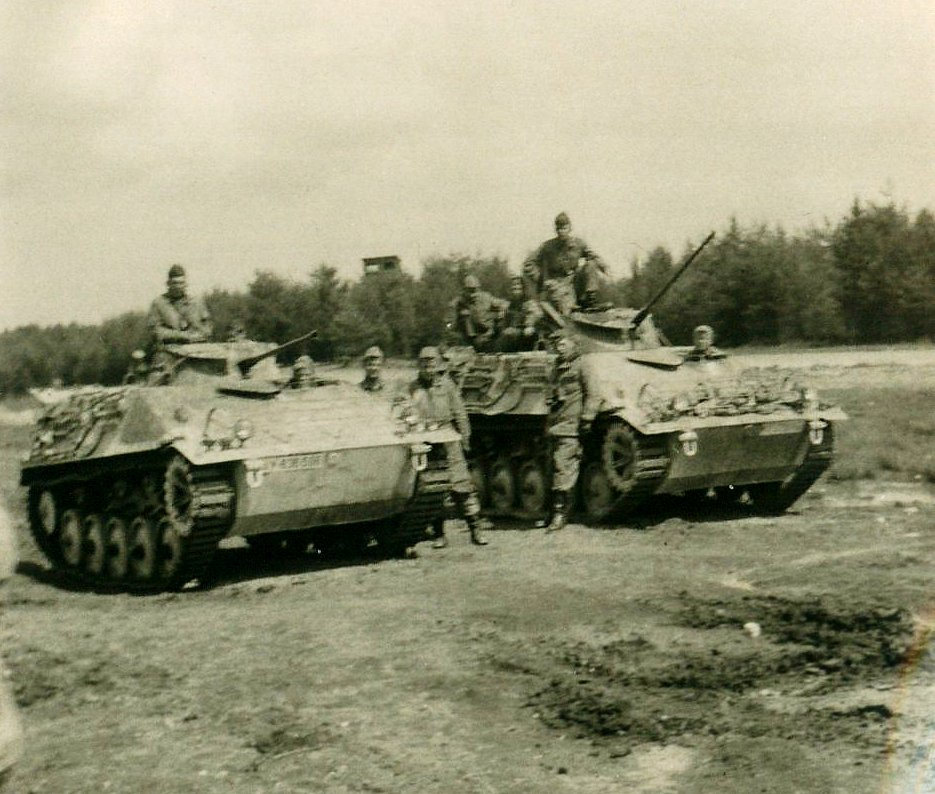
Type 11-2 Schützenpanzer en 1967.

Une délégation allemande vient en novembre 1955 évaluer les chenillettes Hotchkiss, après un rapprochement franco-ouest-allemand.
Un contrat est signé en mai 1956 pour une série de prototypes adaptés aux besoins allemandes. Une commande est passée en août 1956 et porte sur le Schützenpanzer Spz 42-1, un véhicule de ravitaillement dérivé du Hotchkiss CC 2. Le Schützenpanzer SPz 11-2 Kurz apparaît ensuite. Ce dérivé du Hotchkiss TT 6 est destiné à la reconnaissance blindée et constitue la version la plus nombreuse avec 1 600 exemplaires. Elle est équipée d'une tourelle armée d'un canon de 20 mm.
Cinq autres versions lui succèdent, pour l'évacuation sanitaire, l'observation d'artillerie, le support d'artillerie et la surveillance du champ de bataille par radar. La production est partagée entre Hotchkiss-Brandt qui reçoit 340 millions de Deutsche Marks et Klöckner-Humboldt-Deutz AG a Mayence, 600 exemplaires étant produits en Allemagne de l'Ouest et 2 000 en France. Un total de 2 575 exemplaires équipent la Heer.
- Versions

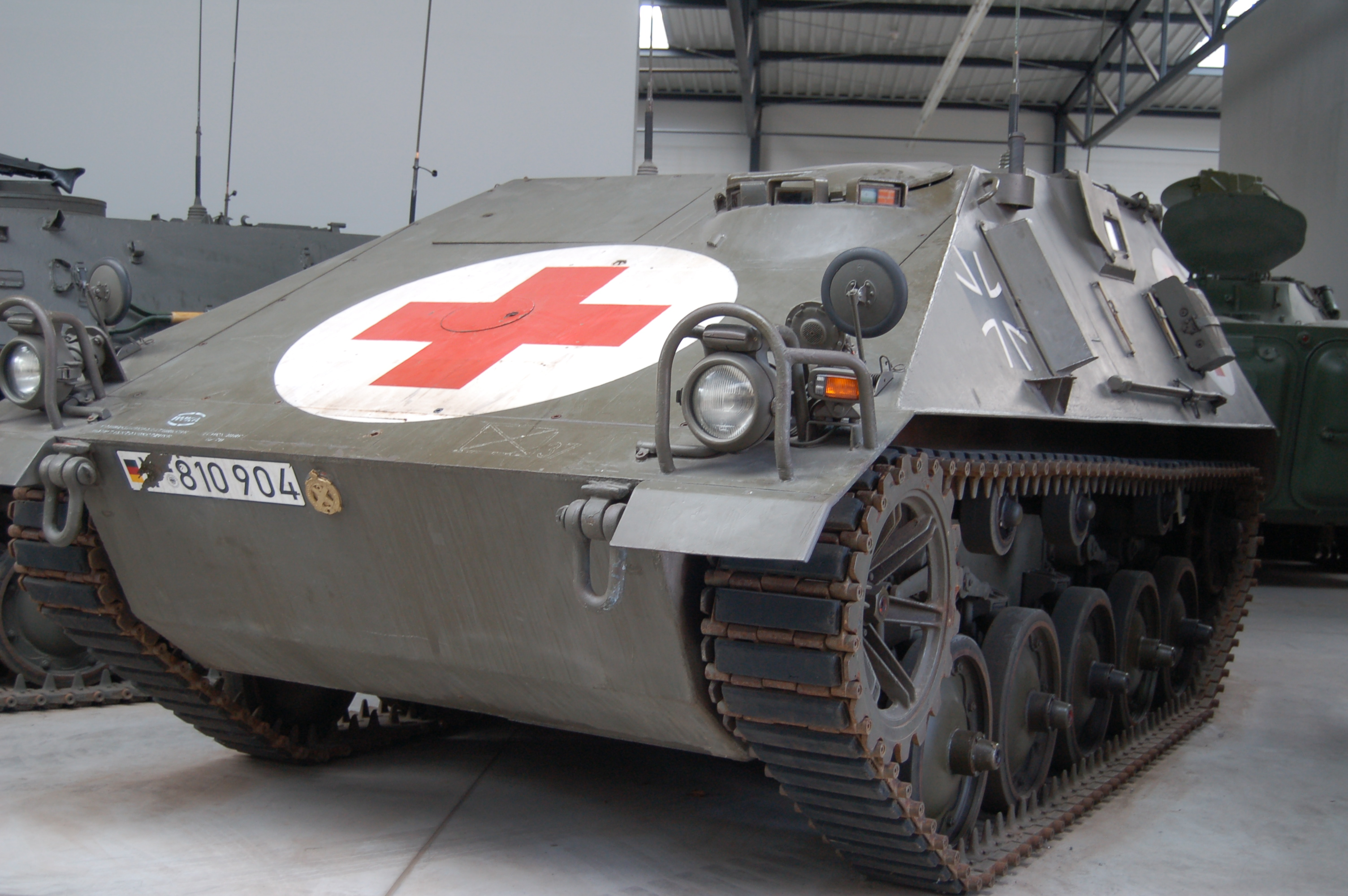
Modèle d'évacuation sanitaire Type 2-2

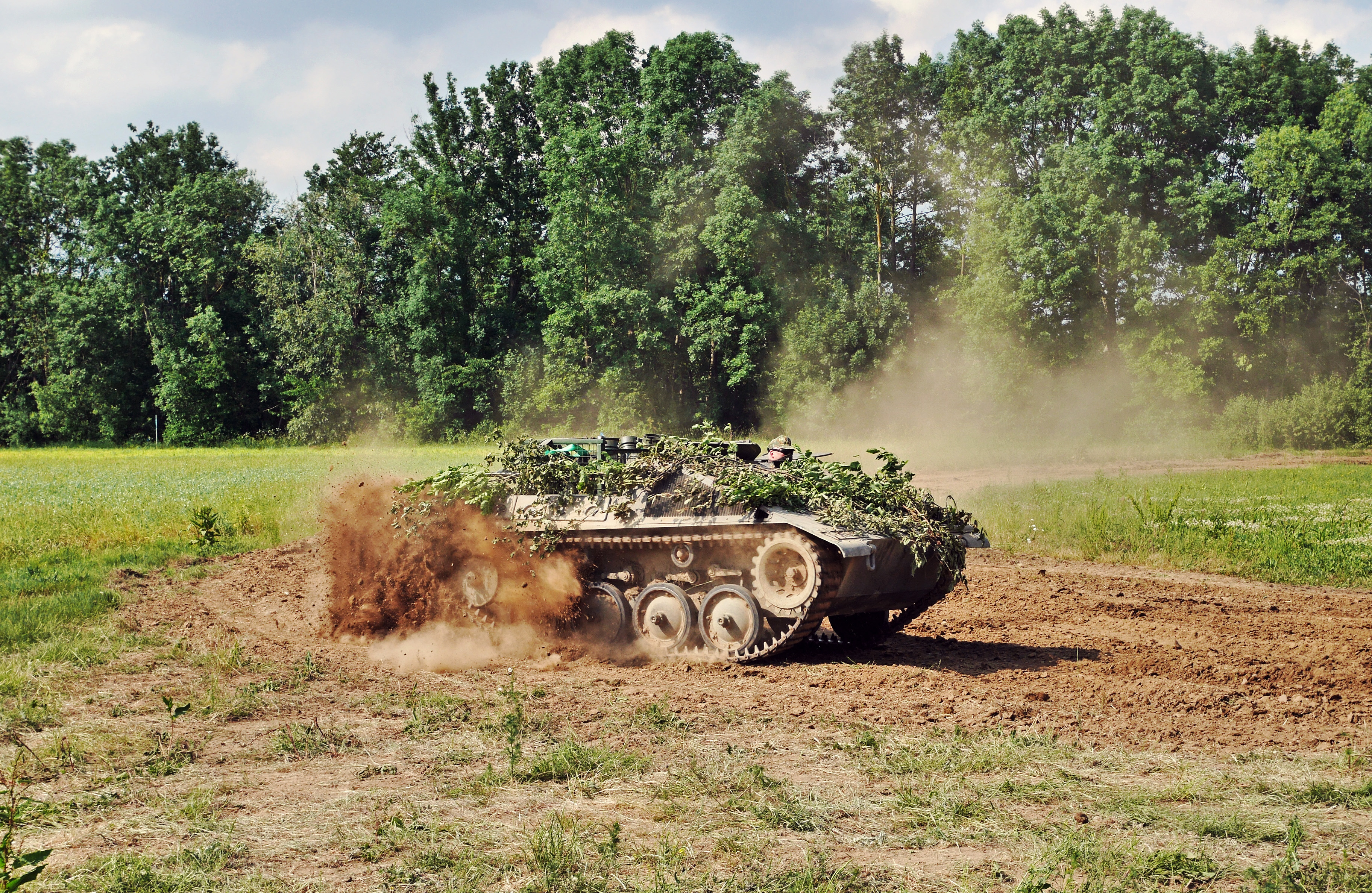
Modèle logistique Type 42-1 en démonstration en 2015

Six versions du Schützenpanzer Kurz ont été mises en service :
| Type                    | mission                           | équipage               | équipement                                   | charge                |
| ----------------------- | --------------------------------- | ---------------------- | -------------------------------------------- | --------------------- |
| 2-2 Sänitatspanzer kurz | évacuation sanitaire              | chauffeur et infirmier | 2 lits                                       | 2 blessés             |
| 11-2 Schützenpanzer     | reconnaissance-combat             | 6                      | tourelle avec 20 mm Hispano-Suiza HS 820/L85 | demi-groupe de combat |
| 22-2 Beobachtungspanzer | observation d'artillerie          |                        | radio et système de visée                    |                       |
| 42-1 Nachschubpanzer    | transport logistique              | 2                      | soute arrière                                | 1 t                   |
| 51-2 Mörserträger       | support d'artillerie              |                        | mortier de 81 mm                             | 51 munitions          |
| 91-2 Radarpanzer        | surveillance du champ de bataille |                        | radar AN/TPS-33a                             |                       |